# Zgornje Stranje
Zgornje Stranje este o localitate din comuna Kamnik, Slovenia, cu o populație de 384 de locuitori.